# Mad, Bad, and Dangerous to Know
Mad, Bad, and Dangerous to Know es el tercer álbum de estudio de la banda británica Dead or Alive, lanzado el 21 de noviembre de 1986 bajo el sello Epic Records. De este álbum se extrajeron varios sencillos, entre ellos, Brand New Lover, Something in My House, Hooked on Love y I'll Save You All My Kisses.
La producción del álbum estuvo marcada por discusiones entre la banda y SAW, con este último frustrado por la negativa de la banda a diversificarse en la música house, y el cantante Pete Burns no estaba dispuesto a entregar las tareas de composición a los productores. Burns expresó su frustración con la actitud de su compañía discográfica ante sus elecciones de sencillos, quejándose de que el sello solo cedió en programar el lanzamiento de "Brand New Lover" después de que Bananarama tuviera un éxito con su versión de "Venus" inspirada en Dead or Alive, y alegando que también se negaron a darle a "Something in My House" una fecha de lanzamiento en Halloween.
Mientras que Burns afirmó que las violentas discusiones en el estudio durante la producción del álbum lo enfermaron, la ingeniera de grabación Karen Hewitt afirmó que el cantante parecía prosperar en su dinámica a menudo explosiva y confrontativa con Mike Stock y Matt Aitken durante las sesiones del álbum. Su colega ingeniero de álbumes Yoyo describió las tensiones como mayormente de buen humor y centradas en desacuerdos artísticos, en lugar de animosidad personal. 
El autor de la fotografía de portada es el fotógrafo Bob Carlos Clarke.

## Lista de canciones
| N.º | Título                        | Escritor(es) | Duración |  |
| 1.  | «Brand New Lover»             |              | 5:19     |  |
| 2.  | «I'll Save You All My Kisses» |              | 3:33     |  |
| 3.  | «Son of a Gun»                |              | 4:16     |  |
| 4.  | «Then There Was You»          |              | 3:44     |  |
| 5.  | «Come Inside»                 |              | 4:28     |  |
| 6.  | «Something in My House»       |              | 7:20     |  |
| 7.  | «Hooked on Love»              |              | 3:53     |  |
| 8.  | «I Want You»                  |              | 4:13     |  |
| 9.  | «Special Star»                |              | 4:19     |  |

## Rendimiento en las listas
| Lista (1987)                   | Mejor posición |
| ------------------------------ | -------------- |
| Australian (Kent Music Report) | 37             |
| Canada Top 100 Albums          | 52             |
| Japanese Oricon Albums Chart   | 1              |
| Sweden Top 60 Albums           | 21             |
| U.K. Top 75 Albums             | 27             |
| U.S. Billboard 200             | 52             |

- Datos: Q1944954